# ルイス・アンド・クラーク国立州立歴史公園

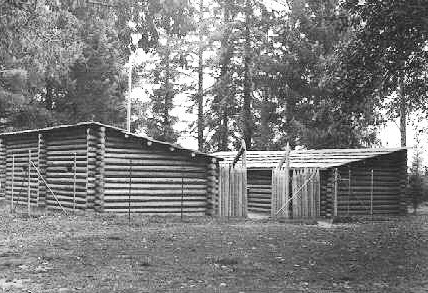
クラトソップ砦のレプリカ（2005年に焼失）

ルイス・アンド・クラーク国立州立歴史公園（Lewis and Clark National and State Historical Parks）は、アメリカ合衆国のコロンビア川河口付近にある、ルイス・クラーク探検隊を讃える公園群である。アメリカ合衆国国立公園局、オレゴン州、ワシントン州が共同管理している。2004年11月12日に開園した。
ルイス・クラーク探検隊は太平洋に到着後、クラトソップ砦で1805-1806年の冬を過ごした。ルイス・アンド・クラーク国立州立歴史公園はクラトソップ砦のほか、コロンビア川北岸にあるワシントン州側上陸地点の数か所と、オレゴン州にある史跡の数か所を保存している。

## 連邦管理史跡
連邦政府が管理する史跡は、1958年5月29日に「フォート・クラトソップ・ナショナル・メモリアル」として指定された。その後、1966年10月15日にアメリカ合衆国国家歴史登録財に指定された。2004年10月30日には、「ルイス・アンド・クラーク国立歴史公園」として以下の史跡が再指定された。
- クラークス・ディスマル・ニッチ[2]
- クラトソップ砦
- フォート・トゥ・シー・トレイル（2005年11月14日指定）
- メモリアル・トゥ・トーマス・ジェファーソン
- ネトゥル・ランディング
- ソルト・ワークス
- ステイション・キャンプ

## オレゴン州立公園

### エコラ州立公園

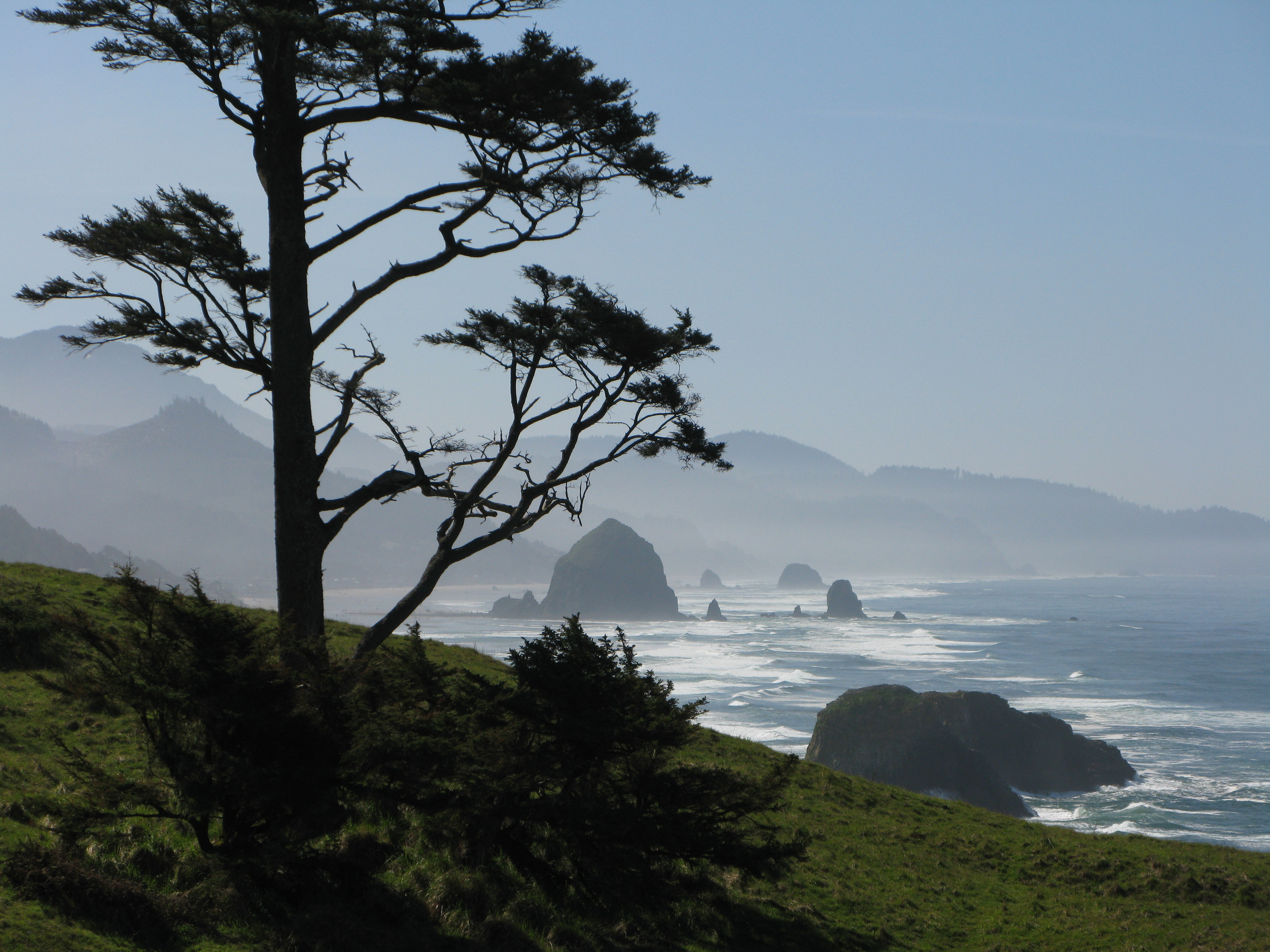
エコラ州立公園から南方の海岸線を眺めた景色。ヘイスタック・ロックが遠くに確認できる。

ルイス・クラーク探検隊が1806年に困難を伴いながら旅をした地点である。今日、エコラ州立公園には数キロ長のハイキング・トレイルがいくつか整備されている。ヘイスタック・ロックとニードルズは公園内の多くの地点から見ることができる。1985年の映画『グーニーズ』の多くのシーンがこの公園で撮影された。1991年の『ハートブルー』のラスト・シーンは公園内のインディアン・ビーチで撮影された。

### スティーブンズ砦州立公園
スティーブンズ砦は、1,500ヘクタール（3,700エーカー）の公園内にあり、歴史研究、自然研究のほか、レクリエーションの場として機能している。スティーブンズ砦は、コロンビア川河口で3施設から構成される港湾防衛網の主要防衛施設であった（残りの2つはキャンビー砦とコロンビア砦）。

### サンセット・ビーチ州立保養地域
サンセット・ビーチは、クラトソップ砦を起点とするフォート・トゥ・シー・トレイルの終点である。太平洋に面しており、北にあるディサポイントメント岬と南のエコラ州立公園と併せて広大な景観を楽しむことができる。

## ワシントン州立公園

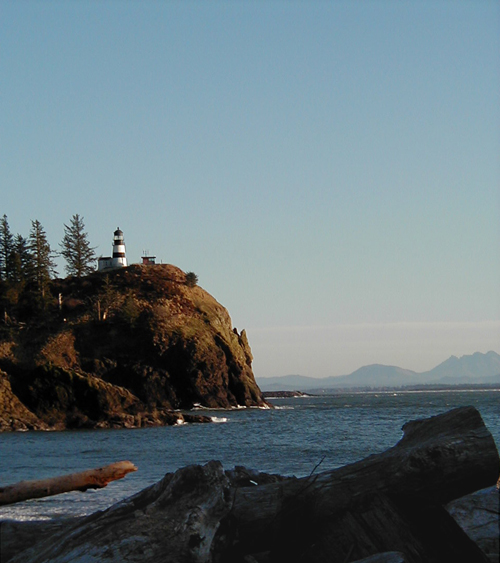
ディサポイントメント岬灯台
ディサポイントメント岬州立公園

### ディサポイントメント岬州立公園
旧くはキャンビー砦州立公園として知られた公園で、太平洋に突き出たロング・ビーチ半島にあるキャンピング・パークである。海岸線は43 km（27 mi）に及ぶ。灯台が2棟あるほか、案内センター、ハイキング・トレイルがある。ディサポイントメント岬歴史地区は1975年8月15日に国家歴史登録財に指定された。

### コロンビア砦州立公園
コロンビア砦は、古くはコロンビア川河口北岸にあった海岸用砲台として機能していた。公園は240ヘクタール（593エーカー）の面積を有し、コロンビア砦と地域史を紹介した案内センターがある。 
また、チヌーク・ポイントと呼ばれるアメリカ合衆国大尉グレイが初めてコロンビア川を見たとされる地点が含まれていると考えられている。この功績によりアメリカ合衆国は北西部の領土権を主張する基礎を築いた。チヌーク・ポイントは1961年に国定歴史建造物に指定されている。